# Solució de pols nul·la
En física matemàtica, una solució de pols nul·la (de vegades anomenada fluid nul) és una varietat Lorentziana en la qual el tensor d'Einstein és nul. Aquest espai-temps es pot interpretar com una solució exacta de l'equació de camp d'Einstein, en la qual l'única massa-energia present en l'espai-temps es deu a algun tipus de radiació sense massa.

## Definició matemàtica
Per definició, el tensor d'Einstein d'una solució de pols nul·la té la forma {\displaystyle G^{ab}=8\pi \Phi \,k^{a}\,k^{b}} on {\displaystyle {\vec {k}}} és un camp vectorial nul. Aquesta definició té sentit purament geomètricament, però si col·loquem un tensor tensió-energia al nostre espai-temps de la forma {\displaystyle T^{ab}=\Phi \,k^{a}\,k^{b}}, aleshores es compleix l'equació de camp d'Einstein, i aquest tensor tensor-energia té una interpretació física clara en termes de radiació sense massa. El camp vectorial {\displaystyle {\vec {k}}} especifica la direcció en què es mou la radiació; el multiplicador escalar {\displaystyle \Phi } especifica la seva intensitat.

## Interpretació física
Físicament parlant, una pols nul·la descriu o bé la radiació gravitatòria, o algun tipus de radiació no gravitacional descrita per una teoria de camp clàssica relativista (com la radiació electromagnètica), o una combinació d'aquestes dues. Les pols nuls inclouen solucions de buit com a cas especial.
Els fenòmens que es poden modelar mitjançant solucions de pols nul·les inclouen:
- un feix de neutrins suposat per simplicitat sense massa (tractat segons la física clàssica),
- una ona electromagnètica de molt alta freqüència,
- un feix de radiació electromagnètica incoherent.

En particular, una ona plana de radiació electromagnètica incoherent és una superposició lineal d'ones planes, totes movent-se en la mateixa direcció però amb fases i freqüències escollides aleatòriament. (Tot i que l'equació de camp d'Einstein no és lineal, és possible una superposició lineal d'ones planes en moviment.) Aquí, cada ona plana electromagnètica té una freqüència i una fase ben definides, però la superposició no. Les ones planes electromagnètiques individuals es modelen mitjançant solucions d'electrobuit nul·les, mentre que una barreja incoherent es pot modelar amb una pols nul·la.

## Tensor d'Einstein
Els components d'un tensor calculats respecte d'un camp de trama en lloc de la base de coordenades s'anomenen sovint components físics, perquè aquests són els components que poden (en principi) ser mesurats per un observador.
En el cas d'una solució de pols nul·la, un marc adaptat
{\displaystyle {\vec {e}}_{0},\;{\vec {e}}_{1},\;{\vec {e}}_{2},\;{\vec {e}}_{3}}
(un camp vectorial unitari temporal i tres camps vectorials unitaris espacials, respectivament) sempre es pot trobar en què el tensor d'Einstein té una aparença particularment simple:
{\displaystyle G^{{\hat {a}}{\hat {b}}}=8\pi \epsilon \,\left[{\begin{matrix}1&0&0&\pm 1\\0&0&0&0\\0&0&0&0\\\pm 1&0&0&1\end{matrix}}\right]}
Aquí, {\displaystyle {\vec {e}}_{0}} és tangent a tot arreu a les línies del món dels nostres observadors adaptats, i aquests observadors mesuren la densitat d'energia de la radiació incoherent que ha de ser. {\displaystyle \epsilon }.
A partir de la forma de l'expressió de base de coordenades general donada anteriorment, és evident que el tensor esforç-energia té precisament el mateix grup d'isotropia que el camp vectorial nul. {\displaystyle {\vec {k}}}. Es genera per dues transformacions parabòliques de Lorentz (assenyalant a {\displaystyle {\vec {e}}_{3}} direcció) i una rotació (al voltant del {\displaystyle {\vec {e}}_{3}} eix), i és isomètric al grup de Lie tridimensional {\displaystyle E(2)}, el grup d'isometria del pla euclidià.

## Exemples
Les solucions de pols nul·les inclouen dues grans i importants famílies de solucions exactes:
- espai-temps d'ones pp (que modelen generalitzacions de les ones planes familiars de l'electromagnetisme),
- Pols nuls de Robinson–Trautman (que modelen la radiació que s'expandeix d'un objecte radiant).

Les ones pp inclouen les ones planes gravitatòries i les ones planes electromagnètiques monocromàtiques. Un exemple concret de gran interès és
- el feix de Bonnor, una solució exacta que modela un feix de llum infinitament llarg envoltat per una regió de buit.

Les pols nul·les de Robinson–Trautman inclouen les solucions de coets de fotons Kinnersley–Walker, que inclouen la pols nul·la de Vaidya, que inclou el buit de Schwarzschild.